# شپشک
شپشک (نام علمی: Coccoidea) (به انگلیسی: Scale insect) (به ژاپنی: カイガラムシ kaigaramushi) یکی از انواع راستهٔ نیم‌بالان یا سن‌ها است.